# Alfred de Tarde
Pour les articles homonymes, voir Tarde.
Jean Bertrand Alfred de Tarde, né le 20 avril 1880 à Sarlat-la-Canéda, et mort le 3 avril 1925 à La Roque-Gageac dont il était maire, est un écrivain, économiste et journaliste français, fils du sociologue Gabriel Tarde.

## Biographie

### Jeunesse et études
Alfred de Tarde étudie le droit et devient docteur en droit. Il fréquente l'École libre des sciences politiques.

### Parcours professionnel
Alfred de Tarde est surtout connu pour la publication de deux enquêtes avec Henri Massis sous le pseudonyme d'Agathon, L'Esprit de la nouvelle Sorbonne (1911) et Les Jeunes Gens d'aujourd'hui (1913). Ce dernier ouvrage a l'originalité de recourir à la méthode du sondage pour tenter d'établir les causes du déclin de la culture classique que constatent les auteurs. C'est également dans cette optique réactionnaire qu'ils s'interrogent sur la jeune génération d'avant-guerre où s'observent, selon Agathon, un renouveau du patriotisme, du sentiment religieux, et un goût certain pour l'action.
Ces enquêtes se réclament du patronage de Charles Maurras et de L'Action française et s'inscrivent dans le climat des tensions succédant à l'affaire Dreyfus, qui voit naître une montée des nationalismes et une insatisfaction face aux mesures de laïcisation de l'État. Il est un des promoteurs de la « Ligue des Compagnons de l'Intelligence ».

## Publications
- Hors la vie, 1906
- L'Idée du juste prix. Essai de psychologie économique, 1907
- Anatole France, prince des conteurs, 1912
- L'Esprit de la nouvelle Sorbonne, avec Henri Massis, 1911
- Les Jeunes Gens d'aujourd'hui, avec Henri Massis, 1913. Réédité en 2003 par Jean-Jacques Becker, Paris, Imprimerie nationale, coll. « Acteurs de l'histoire », présenté comme le « premier sondage sur les jeunes »
- L'Europe court-elle à sa ruine ?, 1916
- Stendhal, 1920
- Le Maroc, école d'énergie, 1923
- L'Esprit périgourdin et Eugène Le Roy, 1923
- Allegra ou le clos des loisirs, 1925
- La Politique d'aujourd'hui. Enquête parmi les groupements et les partis, avec Robert de Jouvenel, s. d.